# Tyskland i olympiska vinterspelen 1992
Tyskland deltog i olympiska vinterspelen 1992. Tyskland trupp bestod av 111 idrottare, 75 män och 36 kvinnor. 

## Medaljer

### Guld
- Hastighetsåkning på skridskor
  - 1 500 m damer: Jacqueline Börner
  - 500 m herrar: Uwe-Jens Mey
  - 3 000 m damer: Gunda Niemann
  - 5 000 m damer: Gunda Niemann
  - 1 000 m herrar: Olaf Zinke
- Rodel
  - Singel herrar: Georg Hackl
  - Dubbel: Stefan Krauße & Jan Behrendt

- Skidskytte
  - 10 km herrar: Mark Kirchner
  - 15 km damer: Antje Misersky
  - Stafett herrar: Ricco Gross, Jens Steinigen, Mark Kirchner, Fritz Fischer

### Silver
- Hastighetsåkning på skridskor
  - 1 500 m damer: Gunda Niemann
  - 3 000 m damer: Heike Warnicke
  - 5 000 m damer: Heike Warnicke
- Rodel
  - Dubbel: Yves Mankel & Thomas Rudolph
- Skidskytte
  - 10 km herrar: Ricco Gross
  - 20 km herrar: Mark Kirchner
  - 7,5 km damer: Antje Misersky
- Bob
  - Två-mans: Rudolf Lochner & Markus Zimmermann
  - Fyr-mans: Wolfgang Hoppe, Bogdan Musiol, Axel Kühn, René Hannemann

### Brons
- Hastighetsåkning på skridskor
  - 500 m damer: Christa Luding
  - 1 000 m damer: Monique Garbrecht
  - 5 000 m damer: Claudia Pechstein
- Rodel
  - Singel damer: Susi Erdmann
- Bob
  - Två-mans: Christoph Langen & Günther Eger
- Alpin skidåkning
  - Super-G damer: Katja Seizinger